# بريان بيرن
بريان بيرن (بالإنجليزية: Bryan Byrne)‏ (26 أغسطس 1982 بكيلكيني في جمهورية أيرلندا - ) هو لاعب كرة قدم أيرلندي في مركز الوسط. لعب مع نيو إنجلاند ريفولوشن وKildare County F.C. ‏ وSan Fernando Valley Quakes ‏ وVentura County Fusion ‏.

## وصلات خارجية
- بريان بيرن على موقع الدوري الأمريكي (الإنجليزية)
- بريان بيرن على موقع قاعدة بيانات كرة القدم.إي يو (الإنجليزية)